# Teknofest

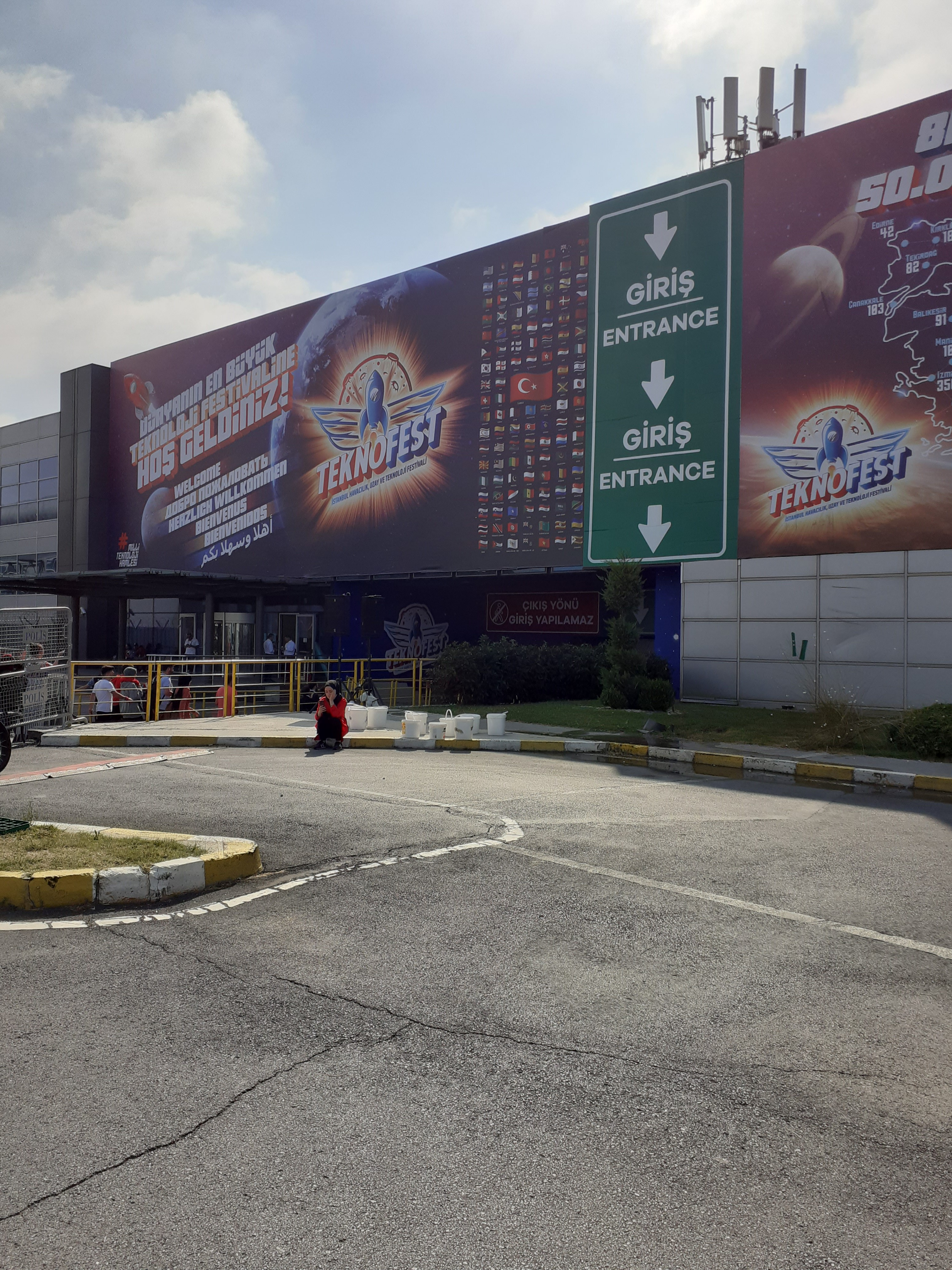

Teknofest est le premier et unique festival de l'aviation, de l'aérospatiale et de la technologie de Turquie, initialement organisé au nouvel aéroport d'Istanbul en septembre 2018 par la Fondation de l'équipe technologique turque (T3) en collaboration avec des entreprises privées, des ministères et des institutions universitaires. Les principaux objectifs du festival sont de sensibiliser le public à la technologie dans la société et d'attirer l'attention sur l'importance de la production nationale.

## 2018
Lors du festival, 14 compétitions technologiques différentes ont eu lieu à l'aéroport d'Istanbul du 20 au 23 septembre. Environ 80 000 personnes se sont inscrites au festival la première année.

## 2019
Le festival s'est tenu du 17 au 22 septembre 2019 à l'Aéroport Atatürk d'Istanbul. Lors du Teknofest, 17373 équipes ont participé aux compétitions. Environ 1 million 750 000 personnes se sont inscrites à ce festival.

## 2020
Le festival s'est tenu dans 21 catégories technologiques différentes à Gaziantep le 17 septembre 2020. Des compétitions complètes qui touchent tous les aspects de la vie, de la santé à l'agriculture et à l'environnement, couvrant non seulement l'industrie de la défense mais tous les domaines civils ont été organisées.

## 2021
Le festival devait a eu lieu à Istanbul du 21 au 26 septembre.

## 2022

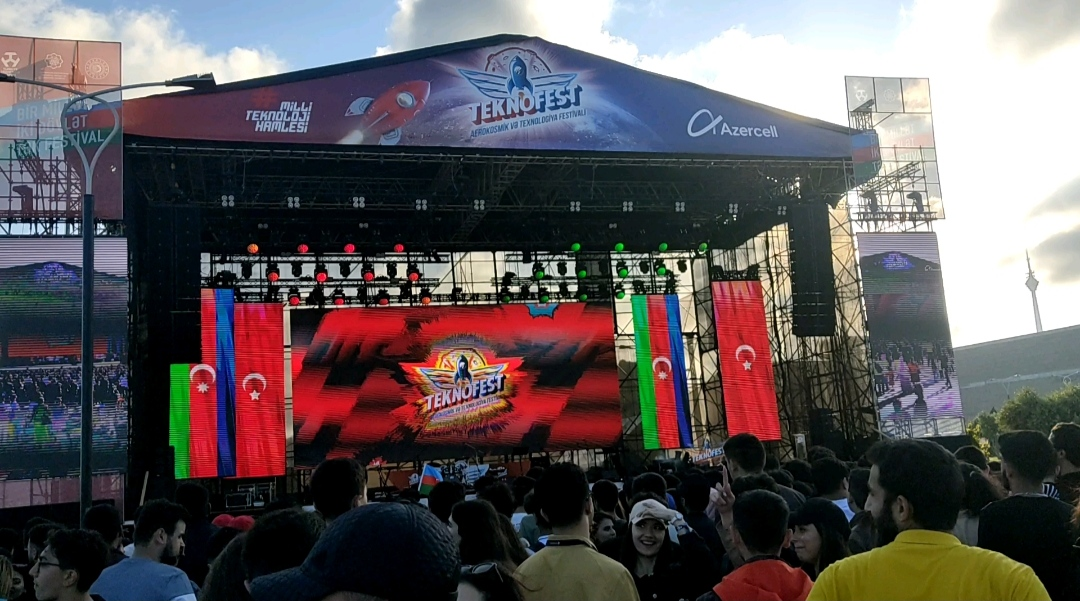
Teknofest 2022 à Bakou.

Le festival aérospatial et technologique Teknofest 2022 aura lieu du 26 mai au 29 mai à Bakou, dans la capitale de l'Azerbaïdjan.